# 保立旻
保立 旻（ほたて あきら、1916年（大正5年）8月10日 - 2000年（平成12年）5月30日）は、日本の政治家。第5代東京都小金井市長。

## 来歴・人物
京都府出身。1940年に法政大学経済学部を卒業。小金井市議会議員、市議会議長（1963年～1966年、1969年～1971年）、東京都市議会議長会会長を経て、1981年自民党・公明党・民社党・新自由クラブ推薦で市長に初当選。1985年に再選。
1987年、老人入院見舞金支給条例をめぐって市議会が紛糾。同年3月5日付で辞職。